# Die ideale Gattin
Die Ideale Gattin är en operett i tre akter med musik av Franz Lehár och libretto av Julius Brammer och Alfred Grünwald. Den hade premiär den 11 oktober 1913 på Theater an der Wien i Wien.

## Historia
Verket är en omarbetning av Lehárs tidigare operett Der Göttergatte från 1904. Den byggde i sin tur på  Heinrich von Kleists tragikomedi Amphitryon och utspelades i antikens Grekland. Den nya versionen utspelades i nutid (1913) på den spanska badorten San Sebastián. Då verket inte var någon succé omarbetade Lehár verket en tredje gång 1921 med titeln Die Tangokönigin. Även Die Tangokönigin utspelar sig på samma badort. Personerna i de olika versionerna är nästan identiska på några undantag när. En del musikstycken ströks och ersattes av nya medan andra återfanns i såväl Die ideale Gattin som i Die Tangokönigin.
Operetten hade svensk premiär den 20 mars 1915 med titeln Röda rosor på Oscarsteatern i Stockholm. Valsen Tusen rosor röda blev något av en schlager i Sverige det året.

## Personer
- Viconde Pablo de Cavaletti
- Elvira, hans hustru
- Don Gil die Tennorio
- Marquese Columbus de Serrantis
- Carmen, hans Tochter
- Baron D’Estrada, ordförande i den kungliga jaktklubben
- Perez Y Olivia
- Ernesto Dela Rosa
- Diego de Padilla
- Sergius Sartrewski
- Madam Gigi Fleuron
- Miguel, kammartjänare
- Theresa, husa
- Manolita
- Mara
- Fiorella

## Handling
Handlingen rör sig kring greveparet Cavalettis äktenskap som inte är bra. Elvira lämnar sin man och återkommer förklädd som sin syster Carola. I denna nya roll kan hon åter attrahera sin make och därmed rädda deras äktenskap.

## Musiknummer
- Nr. 1 Introduktion och duett: Mein Kind du weißt (Elvira, Pablo)
- Nr. 2 Sång: Ich habe Glück, ich bin allein (Don Gil)
- Nr. 3 Scen och duett: Welch Eigensinn, welche Malice (Elvira, Pablo, Don Gil)
- Nr. 4 Duett: Du rauchst? (Pablo, Don Gil)
- Nr. 5a Terzett: Im Lande der süßen Kastanien (Carmen, Pablo, Don Gil)
- Nr. 5b Terzett: Geh’n Sie doch, Mein Herr! (Carmen, Pablo, Don Gil)
- Nr. 6  Duett: Donnerwetter, würde das mein Mann mir machen (Elvira, Carmen)
- Nr. 7 Final I: Sie luden Herr Viconde uns ein (Alla)
- Nr. 8  Introduktion, sång och dans (Inledning till akt II): Es jauchzen und jubeln die Geigen (Alla)
- Nr. 8a Musikalisk scen: Geliebte Untertanen mit Stolz verkünde ich (Alla)
- Nr. 9: Sång: Nur herein, nur herein (Carola förklädd som Elvira)
- Nr. 10 Duett: Als ich zum ersten Mal gesehen (Carmen, Don Gil)
- Nr. 11 Marschsång: Warum soll ich heut nicht lustig sein? (Alla utom Viconde)
- Nr. 12 Ensemble: Also hören sie das "wo", und "wann" und "wie" (Nästan alla med damkör)
- Nr. 13 Dansduett: Wenn Bollet‘ des Abends spät (Carola, Don Gil)
- Nr. 14 Duett: Ich hab eine Gattin so süß und so fein (Carola, Pablo)
- Nr. 15 Final II: Nun bitte zur Geburtstagstour (Alla)
- Nr. 15a Entr’akt (Inledning till akt III)
- Nr. 16 Spansk Barkaroll: Liebchen komm. Erhöre meinen Liebessang (Carola, 2 fiskare, kör)
- Nr. 17 Dansscen
- Nr. 17 ½  Reminiscens: Willst du mein süßer, braver, kleiner Hampelmann sein?  (Carmen, Don Gil)
- Nr. 18. Final III: Wie seid ihr Männer alle doch so leicht zu fangen (Carola, Pablo, Satrewski)